# Мельник Володимир Олександрович (мер)
Мельник Володимир Олександрович (12 вересня 1959, с. Поромівка, Житомирська область УРСР — 20 жовтня 2011, поблизу с. Таценки) — український політичний діяч, інженер-будівельник. Міський голова м. Обухів (1998). Заслужений працівник сфери послуг України (2004).

## Біографія
Народився 12 вересня 1959 року у селі Поромівка, Житомирської області, УРСР. У 1974 році закінчив Поромівську восьмирічну школу і вступив до Житомирського автомобільно-шляхового технікуму, де здобув кваліфікацію техніка-будівельника з будівництва та експлуатації автошляхів.
За направленням прибув на роботу в Обухівське ремонтно-будівельне управління на посаду майстра. У 1978—1986 роках навчався у Київському автомобільно-дорожньому інституті (КАДІ), за фахом — інженер будівельник. З листопада 1978 року по листопад 1980 року служив у військовій частині у Москві.
У 1988—1998 роках працював начальником Обухівського комбінату комунальних підприємств. У 1998 році обраний на посаду міського голови м. Обухів. У 2002 році закінчив Українську академію державного управління при Президентові України (НАДУ), магістр державного управління.
Був одружений, мав доньку і сина. Загинув в автокатастрофі 20 жовтня 2011 на Київській трасі поблизу села Таценки. Йому було 52 роки.

## Нагороди і відзнаки
Відзначений державними нагородами України: Подякою Президента України (1999), почесним званням «Заслужений працівник сфери послуг України» (2004), нагороджений нагрудним знаком «Відмінник освіти України» (2007), орденом «За заслуги» III ступеня рішенням Президії спілки ветеранів Афганістану (воїнів-інтернаціоналістів), орденом святого Рівноапостольного князя Володимира III-го, грамотою Митрополита Київської і всієї України, Предстоятеля Української Православної Церкви.